# Izabela Makałowska
Izabela Makałowska – polska biolog, prof. dr hab. nauk biologicznych, profesor zwyczajny, dyrektor Instytutu Biologii i Ewolucji Człowieka Wydziału Biologii Uniwersytetu im. Adama Mickiewicza w Poznaniu.

## Życiorys
18 grudnia 1992 obroniła pracę doktorską pt. Przydatność i zakres stosowalności kryteriów oceny wieku biologicznego w badaniach ontogenetycznych na przykładzie metody EMN i metody analizy morfologicznej, a potem otrzymała stopień doktora habilitowanego. 28 lipca 2014 nadano jej tytuł profesora w zakresie nauk biologicznych.
Została zatrudniona na stanowisku profesora nadzwyczajnego w Instytucie Biologii Molekularnej i Biotechnologii na Wydziale Biologii Uniwersytetu im. Adama Mickiewicza w Poznaniu.
Pełni funkcję dyrektora Instytutu Biologii i Ewolucji Człowieka Wydziału Biologii Uniwersytetu im. Adama Mickiewicza w Poznaniu.

## Publikacje
- 1999: Histone Sequence Database: sequences, structures, post-translational modifications and genetic loci[1]
- 1999: Cloning, Mapping, and Expression of Two Novel Actin Genes, Actin-like-7A (ACTL7A) and Actin-like-7B (ACTL7B), from the Familial Dysautonomia Candidate Region on 9q31[1]
- 2005: Overlapping genes in vertebrate genomes[1]
- 2014: miRNEST 2.0: a database of plant and animal microRNAs[1]
- 2018: Transcriptional interference by small transcripts in proximal promoter regions[1]
- 2018: Natural antisense transcripts in diseases: From modes of action to targeted therapies[1]